# Zingscheid

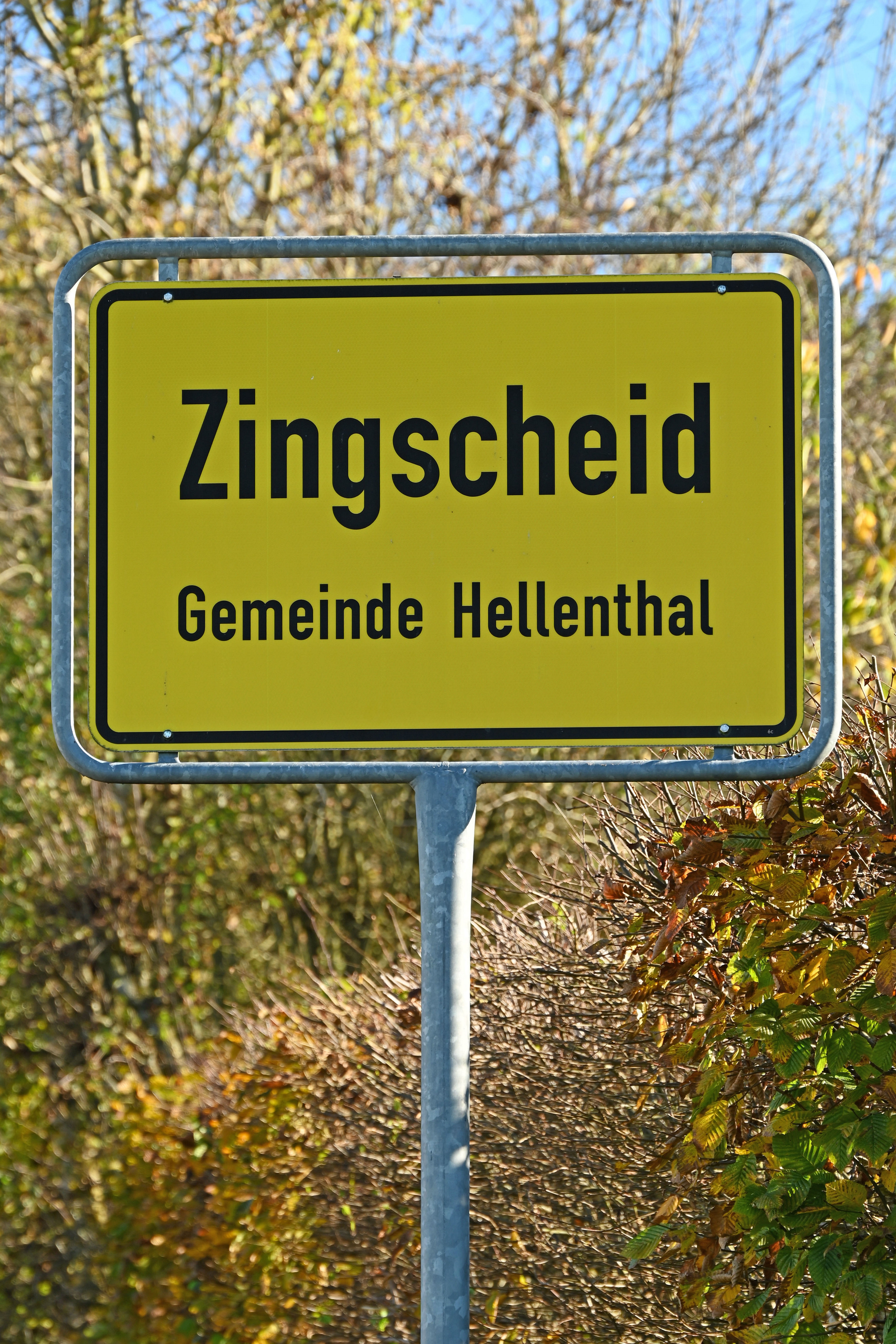

Zingscheid ist ein Ortsteil der Gemeinde Hellenthal im Kreis Euskirchen, Nordrhein-Westfalen.

## Lage
Der Ortsteil liegt östlich von Hellenthal in der Nähe der Burg Wildenburg. Am östlichen Ortsrand fließt der Leiderbach.

## Verkehr
Die VRS-Buslinie 837 der RVK verbindet den Ort als TaxiBusPlus mit seinen Nachbarorten und mit Hellenthal.
| Linie | Verlauf |
| ----- | --- |
| 837   | MiKE (außer im Schülerverkehr): Hellenthal Busbf – Blumenthal – Dommersbach – Kammerwald – Reifferscheid – (Zingscheid –) Wiesen – Manscheid – (Bungenberg –) Winten – (Heiden –) Unterschömbach – Oberschömbach – Kreuzberg – Hecken (– Paulushof) |

## Sonstiges
Am 13. Mai 2007 richtete ein Tornado erhebliche Waldschäden bei Zingscheid an.